# اسمایل (گروه موسیقی)
اسمایل (انگلیسی: Smile) یک گروه راک انگلیسی مستقر در لندن بود که بیشتر به عنوان گروهی که جای خود را به کوئین بخشید شناخته می‌شود. گروه در سال ۱۹۶۸ توسط برایان می (کسی که گیتاریست گروهٔ کوئین شد) شکل گرفت. همچنین گروه از تیم استافل (خواننده و بیسیست) و راجر تیلور، کسی که به عنوان درامر به کوئین پیوست تشکیل می‌شد. آن‌ها تنها شش آهنگ در کارنامه خود ثبت کردند. اسمایل در سال ۱۹۷۰ از هم پاشید.